# Jean-Paul Rebatet
Jean-Paul Rebatet (Parigi, 24 agosto 1951) è un allenatore di pallacanestro francese.